# Pedro Ferré
Pedro Ferré (Corrientes, 29 de junho de 1788 — Buenos Aires, 21 de janeiro de 1867) foi um militar e político argentino, por três vezes governador da província de Corrientes  e constituinte da Constituição Argentina de 1853.